# Novo Cruzeiro (kommun)
Novo Cruzeiro är en kommun i Brasilien.   Den ligger i delstaten Minas Gerais, i den sydöstra delen av landet, 700 km öster om huvudstaden Brasília. Antalet invånare är 30 726.
Omgivningarna runt Novo Cruzeiro är huvudsakligen savann. Runt Novo Cruzeiro är det ganska glesbefolkat, med 23 invånare per kvadratkilometer.